# Ingrid Auerswald
Ingrid Auerswald (Jéna, 1957. szeptember 2. –) világ- és olimpiai bajnok német atléta.

## Pályafutása
Két versenyszámban is részt vett az 1980-as moszkvai olimpiai játékokon. Romy Müller, Bärbel Wöckel és Marlies Göhr társaként aranyérmet nyert a négyszer száz méteres váltóversenyen. Rajthoz állt a 100 méteres síkfutás döntőjében is, ahol a szovjet Ljudmila Kondratyeva és Göhr mögött harmadikként végzett.
Három évvel a moszkvai olimpiát követően a Helsinkiben rendezett világbajnokságon is aranyérmet nyert a kelet-német váltóval. Az 1984-es Los Angeles-i olimpiai játékokon a szocialista tömbbe tartozó országok nem vettek részt, válaszul a nyugati államok 1980-as játékokon mutatott bojkottjára; Auerswald így nem védhette meg bajnoki címét.
Az 1986-os Európa-bajnokságon aranyérmet, az 1988-as szöuli olimpián pedig ezüstérmet szerzett a kelet-német váltó tagjaként.

## Egyéni legjobbjai
- 100 méteres síkfutás - 11,04 s (1984)